# 14701 Aizu
14701 Aizu eller 2000 AO240 är en asteroid i huvudbältet som upptäcktes den 7 januari 2000 av LONEOS vid Anderson Mesa Station. Den är uppkallad efter Aizu i Fukushima prefektur.
Asteroiden har en diameter på ungefär 6 kilometer.